# 스미스소니언 협회

로고

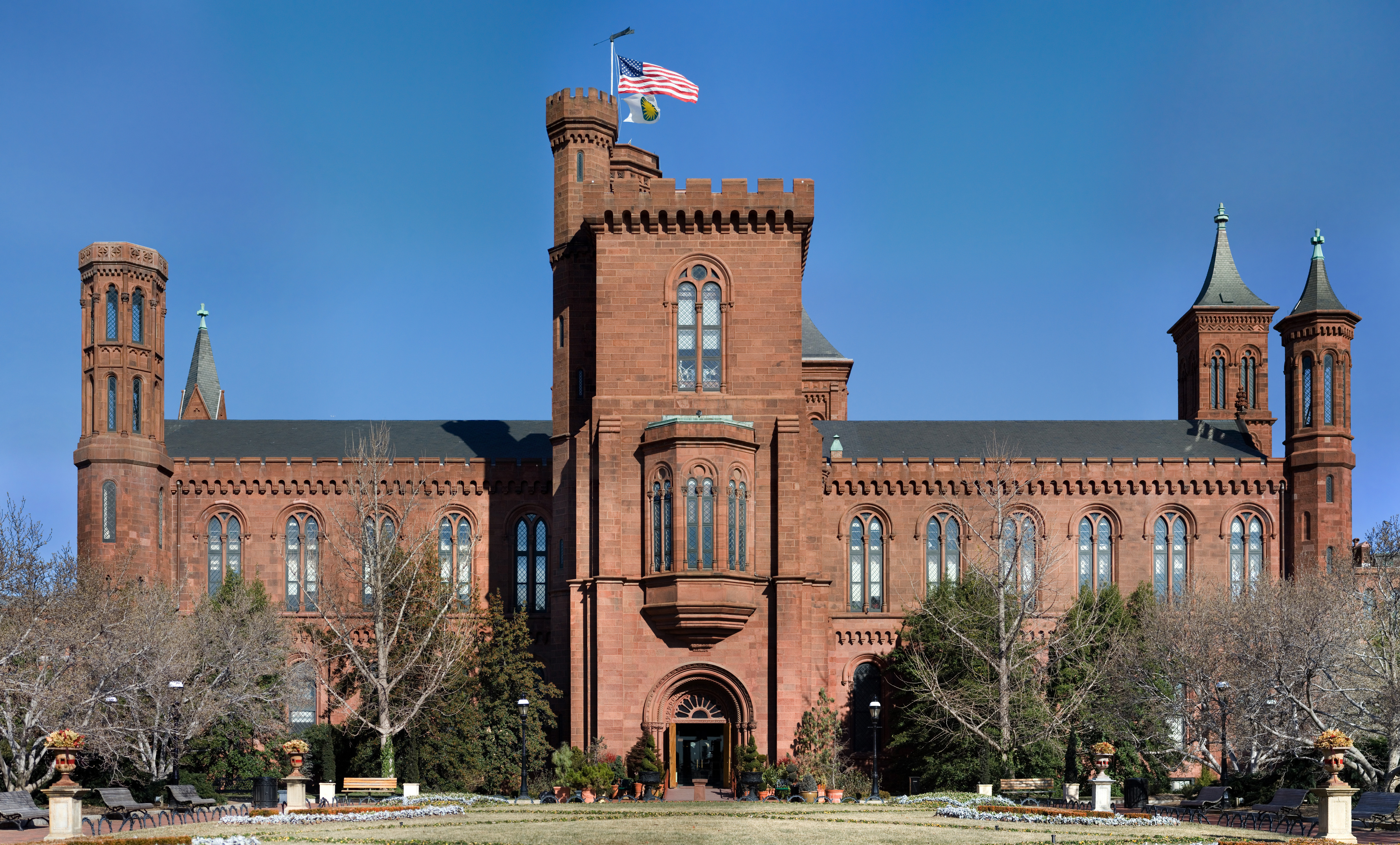
스미스소니언 협회

스미스소니언 협회(Smithsonian Institution)는 워싱턴 D.C.에 있는 미국 의회에서 1846년 8월 10일에 설립한 교육 재단으로 박물관, 미술관, 연구소, 도서관 등을 관리하는 문화기관이다. 간단히 스미스소니언(Smithsonian)으로도 호칭된다. 제임스 스미스슨이 기부한 거액의 기금에 의하여 설립되었다. 이 단체의 본래 명칭은 미국 국립박물관(United States National Museum)이었으나 1967년 행정적으로 존재성을 잃게 되었다.
다방면의 154,000,000개의 물건을 보유하는 미국의 다락방("the nation's attic)으로 불리는 이 기관은 박물관 19곳, 도서관 21곳, 연구 센터 9곳, 동물원으로 구성되며 역사적, 건축적 랜드마크(주로 컬럼비아구에 위치)를 포함한다. 추가 시설들은 뉴욕주 메릴랜드와 버지니아주에 위치해 있다.

## 같이 보기
- 천체물리학 자료시스템